# 前512年
| 千纪： | 前1千纪 |
| 世纪： | 前7世纪 \| 前6世纪 \| 前5世纪 |
| 年代： | 前540年代 \| 前530年代 \| 前520年代 \| 前510年代 \| 前500年代 \| 前490年代 \| 前480年代 |
| 年份： | 前517年 \| 前516年 \| 前515年 \| 前514年 \| 前513年 \| 前512年 \| 前511年 \| 前510年 \| 前509年 \| 前508年 \| 前507年                                                                        |
| 纪年： | 周敬王八年 魯昭公三十年 齐景公三十六年 晋顷公十四年 秦哀公二十五年 宋景公五年 楚昭王四年 卫灵公二十三年 陈惠公二十二年 蔡昭侯七年 曹声公三年 郑献公二年 燕平公十二年 吳王阖闾三年 杞悼公六年 |

## 大事記
- 吳王闔閭聽從伍子胥的建議，召見孫武，孫武進獻《孫子兵法》，並訓練一支女兵，斬殺了兩名吳王闔閭的妾。
- 孫武任將軍，便幫助吳王消滅楚國的兩個保護國鐘吾國及徐國。

## 逝世
- 晉頃公姬去疾